# CGRP
Il CGRP (acronimo dall'inglese Calcitonin Gene-Related Peptide, peptide correlato al gene della calcitonina) è un peptide composto da 37 amminoacidi ed è prodotto tramite lo splicing alternativo della calcitonina, un gene localizzato sul cromosoma 11.
È un potente peptide vasodilatatore e può intervenire nella trasmissione del dolore, interessando il sistema nervoso periferico e centrale.
L'aumento dei livelli di CGRP è stato segnalato in emicrania e una serie di altre malattie, come l'insufficienza cardiaca e l'ipertensione.

## Farmacianti-CGRP
I farmaci anti-CGRP (come Emgality, Aimovig, Ajovy) sono anticorpi monoclonali che trovano impiego nel trattamento dell'emicrania cronica. 

### In Italia
Nel maggio 2025 l'Agenzia italiana del farmaco ha soppresso l'obbligo di controllare l'efficacia dopo 3 mesi e di sospendere la terapia con questi farmaci dopo 12 mesi.
È stato consentito il passaggio da un anticorpo monoclonale a un altro in caso di scarsa tollerabilità. La terapia con anticorpi può essere eseguita in associazione con la tossina botulinica.